# Änkedrottning Huayang
Änkedrottning Huayang (华阳太后; 華陽太后; Huáyáng tàihòu), död 230 f.Kr., var en kinesisk drottning, gift med till Kung Xiaowen av Qin, under De stridande staternas epok.
Huayang var Anguos djupt älskade konkubin. Adelsmannen Anguo var sedan 247 f.Kr. Kung Zhaoxiang av Qins kronprins. Huayang fick inga söner, men Anguo hade med konkubinen Xia sonen Zichu, som satt som gisslan i staten Zhao. 
Den mäktiga handelsmannen Lü Buwei hade lärt känna Zichu, och för att skaffa sig själv en position i staten Qin övertalade han Huayang att göra Zichu som arvtagare. Huayang insåg, att eftersom hon inte hade någon egen son, skulle hennes ställning stärkas med en arvtagare. Anguo accepterade Zichu som arvinge, och han bad Lü Buwei bli hans lärare. Kung Zhuangxiang avled 251 f.Kr. och Anguo tillträdde som Kung Xiaowen av Qin och Zichu blev kronprins. 
Kung Xiaowen avled under sitt första år på tronen och Zichu tillträdde som Kung Zhuangxiang av Qin och Huayang utsågs till Änkedrottning (太后). Änkekdrottning Huayang avled 230 f.Kr.